# Körös-ér
Körös-ér – rzeka w południowych Węgrzech i w północnej Serbii (Baczka), prawy dopływ Cisy w zlewisku Morza Czarnego. Długość - 70 km (28 km na Węgrzech, 15 km odcinek graniczny, 27 km w Serbii). Wypływa z jeziorka Kun-fehér-tó na południowy zachód od Kiskunhalas, płynie na południowy wschód, uchodzi do Cisy koło wsi Adorjan poniżej Kanjižy. W górnym biegu rozpada się na szereg jeziorek. W dolnym biegu mocno zanieczyszczona ściekami komunalnymi w Suboticy.